# Jóannes Eidesgaard
Jóannes Dan Eidesgaard (Tvøroyri, Suðuroy, 19 de abril de 1951) es un político socialdemócrata feroés, miembro del Partido de la Igualdad. Tiene una larga trayectoria en la política de las Islas Feroe. Ha sido miembro del Løgting, concejal municipal, miembro del Folketing, tres veces ministro, y primer ministro de las Islas Feroe entre 2004 y 2008. 

## Primeros años
Jóannes Eidesgaard nació en Tvøroyri, Suðuroy, en 1951, siendo hijo de Jona y Erling Eidesgaard. Eidesgaard fue alumno de la escuela de Tvøroyri entre 1958 y 1967. Estudió en la Rungsted Statsskole, en Dinamarca, en 1970. Ingresó a la Escuela Normal de las Islas Feroe (Føroya Læraraskúli) en 1973 y se recibió en 1977. A partir de entonces empezó a trabajar como maestro en la escuela de su pueblo natal y en 1980 fue elegido miembro del concejo municipal de Tvøroyri, puesto que mantuvo hasta el año 2000. Eidesgaard también se desempeñó como pescador en 1987 y 1988. Dejó su trabajo en la enseñanza en 1990 cuando fue elegido miembro del Løgting por el Partido de la Igualdad.

## Ministro
Jóannes Eidesgaard entró a servir en el gobierno de las Islas Feroe desde el 15 de enero de 1991, cuando ocupó el cargo de ministro de trabajo, salud y asuntos sociales en el sexto gobierno del primer ministro Atli Dam. El 18 de enero de 1993, con la renuncia de Dam y la llegada al poder de Marita Petersen, Eidesgaard se ocupó también, provisionalmente y de manera adicional a sus responsabilidades, de los asuntos culturales. El 24 de abril del mismo año, cuando se organizó definitivamente el gobierno de la primera ministra Petersen, Eidesgaard volvió al cargo que tenía en el gabinete de Dam.
El gobierno de Petersen dimitió tras las elecciones parlamentarias de 1994, coincidiendo con la crisis financiera de las Feroe de 1989-1995. En el primer gobierno del unionista Edmund Joensen, Eidesgaard se encargó del ministerio de finanzas y economía, así como del puesto de vice primer ministro. El 11 de julio de 1996 el Partido de la Igualdad fue reemplazado en la coalición de gobierno por el Partido Popular y Eidesgaard tuvo que abandonar su puesto. Ese mismo año fue elegido presidente de su partido en sustitución de Marita Petersen.

## Miembro del Folketing
En las elecciones parlamentarias de Dinamarca de 1998, Jóannes Eidesgaard fue elegido como uno de los dos representantes de las Islas Feroe, siendo el otro el popular Óli Breckmann. Eidesgaard le dio a la izquierda danesa el escaño que necesitaba para formar gobierno con su candidato el socialdemócrata Poul Nyrup Rasmussen, pero al mismo tiempo, Eidesgaard votó en contra de que el también socialdemócrata Birte Weiss ocupara la presidencia del Folketing.  La elección quedó en empate, y el nombramiento del presidente, decidido por sorteo, quedó en el opositor Ivar Hansen. Eidesgaard se justificó diciendo que "Los feroeses no intervienen en el gobierno de Dinamarca. Así deben hacer los daneses con respecto a las Islas Feroe, y el Estatuto de Autonomía debe ser reformado". En las siguientes elecciones danesas, Eidesgaard no fue reelecto.

## Primer ministro

### Primer gobierno (2004-2008)

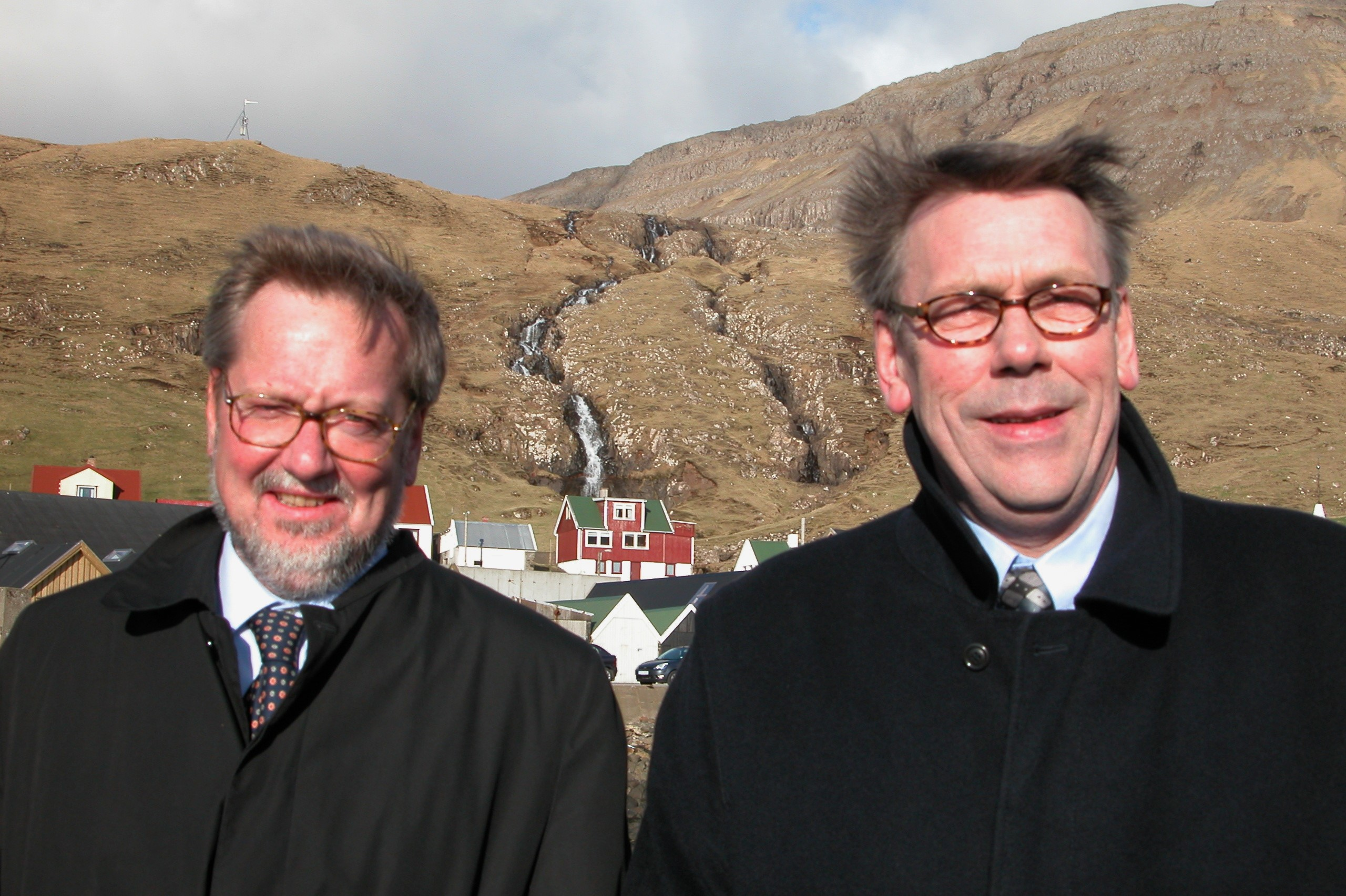
Per Stig Møller (a la izquierda) y Jóannes Eidesgaard en Fámjin, con motivo de la llamada Declaración de Fámjin (2005).

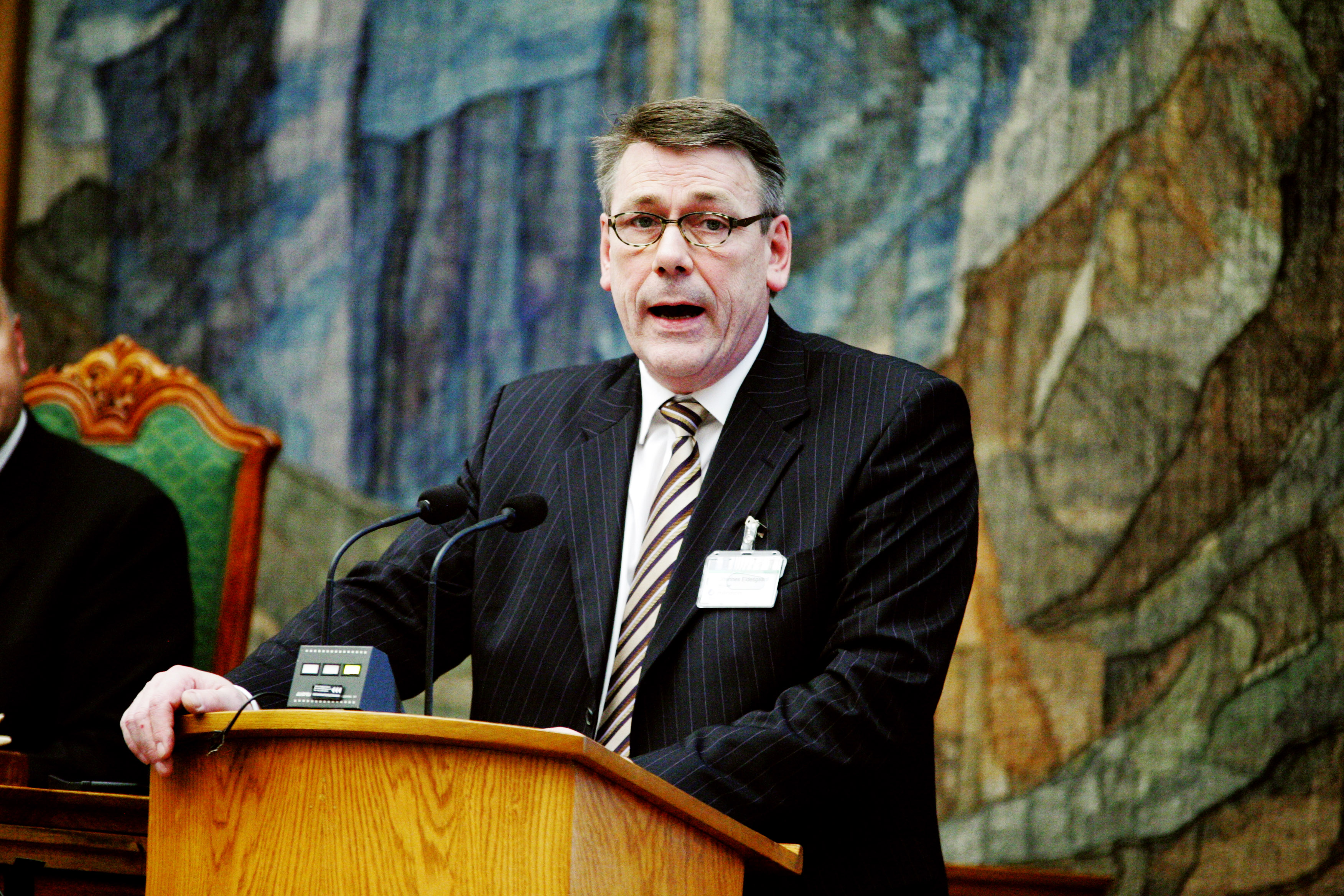
Eidesgaard ante el Consejo Nórdico (2006).

Las elecciones parlamentarias de las Islas Feroe de 2004 dieron un buen resultado al Partido de la Igualdad. Eidesgaard formó una coalición con el Partido Popular y el Partido Unionista, y el 3 de febrero daba inicio su gobierno como primer ministro. Además de Eidesgaard, en el gobierno de coalición sólo había un socialdemócrata más, el ministro de salud y asuntos sociales Hans Pauli Strøm. Al seno del gobierno hubo consenso de que el mejoramiento de la economía era prioritario a una posible independencia con respecto a Dinamarca. Se incrementaron las privatizaciones y Eidesgaard consideró esencial la modernización de la flota pesquera a fin de evitar la competencia de países de bajo coste.
Cuando Eidesgaard asumió como primer ministro, se encontró con un déficit presupuestario y un incremento de la deuda con Dinamarca. Durante todo su gobierno mantuvo una postura de "prioridad del bienestar por encima de la independencia". Consideró que la exploración de petróleo en la plataforma continental feroesa podría ser la solución al déficit y el contrapeso al escepticismo persistente sobre la viabilidad de la independencia feroesa.
El 2 de septiembre de 2005 Eidesgaard y el ministro islandés del exterior Davíð Oddsson suscribieron un acuerdo de eliminación de aranceles en el comercio entre Islandia y las Islas Feroe.
Eidesgaard firmó la Declaración de Fámjin con el ministro del exterior danés Per Stig Møller el 25 de marzo de 2005. La declaración trata sobre la colaboración entre las Feroe y Dinamarca en materia de política exterior, y le otorga a las Feroe mayores atribuciones en ese campo, y abre la posibilidad de abrir embajadas en el extranjero a mediano plazo, que sustituirían a las oficinas de representación.
La localización de las distintas oficinas de representación feroesas fue un tema de controversia. La postura enérgica del gobierno feroés consiguió que la representación feroesa en Islandia se mantuviera separada, en vez de estar dentro de la embajada danesa. En 2006 Eidergaard buscó incluir a las Islas Feroe en la Asociación Europea de Libre Comercio.
En septiembre de 2006 Eidesgaard firmó un acuerdo en Nueva York con los ministros del exterior de Islandia, Noruega y Dinamarca para repartir las cuotas pesqueras en el sur del mar de Noruega.
Antes de las elecciones de 2008, era claro que Eidesgaard y su partido no continuarían a la cabeza de la coalición gobernante. Se iniciaron conversaciones con los socialistas de República, así como con el Partido del Autogobierno y el Partido de Centro. Los dos primeros destacaron que un nuevo gobierno debería tener un claro perfil hacia la autodeterminación de las Feroe, en contraste con la actitud pasiva del gobierno en curso. El principal contendiente de Eidesgaard durante la campaña fue el socialista Høgni Hoydal, cuyo partido ganó la mayoría relativa en la elección, mientras que el Partido de la Igualdad quedaba relegado en el cuarto sitio. Después de negociaciones, se estableció una nueva coalición entre el Partido de la Igualdad, República y el Partido de Centro; Jóannes Eidesgaard se mantuvo como primer ministro, pero los republicanos obtuvieron la mayor parte de los ministerios.

### Segundo gobierno (2008)

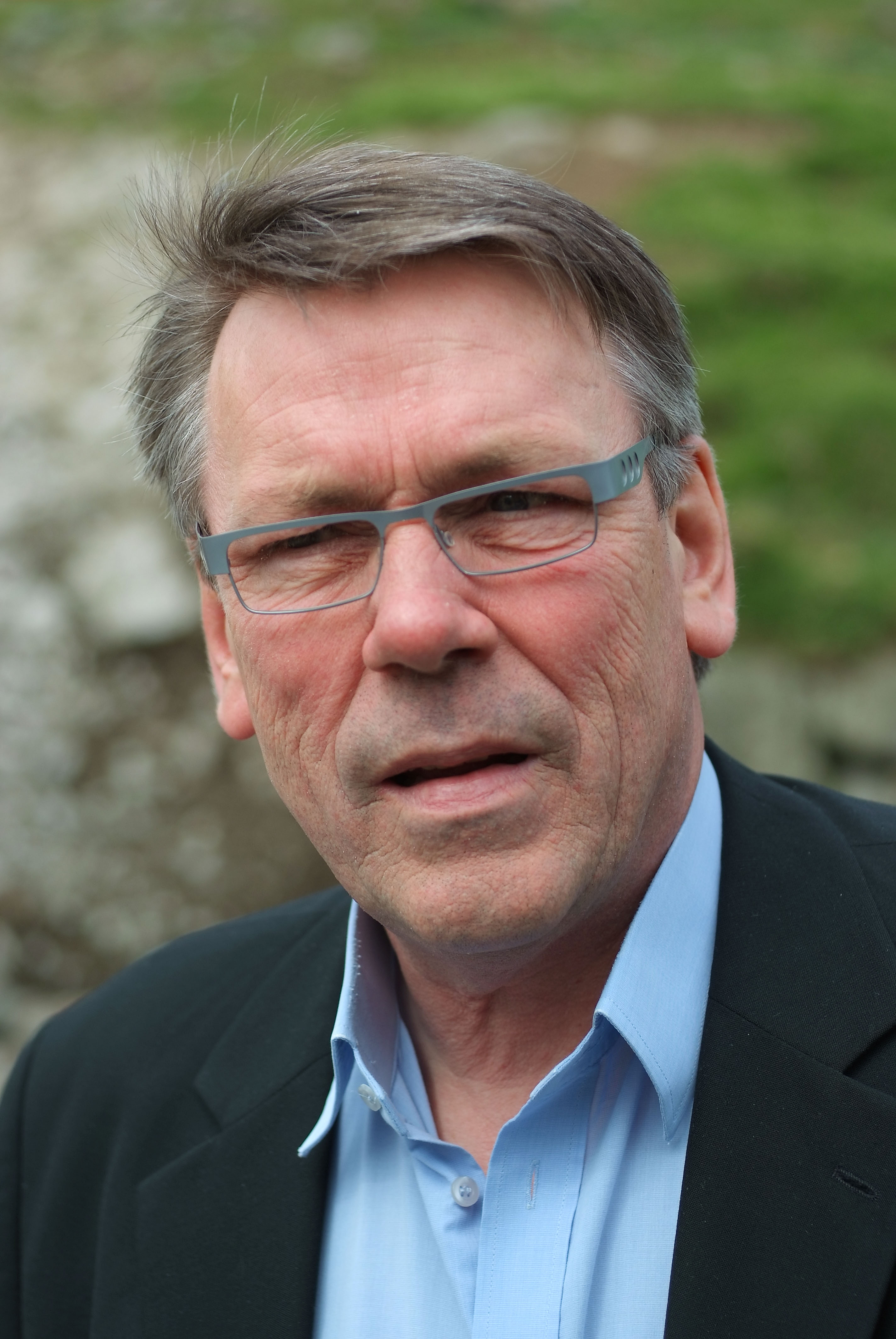
Eidesgaard en 2008.

Quizás el mayor logro político del segundo gobierno de Eidesgaard fue el acuerdo para llevar a cabo un referéndum constitucional para 2010. No obstante, con el eventual rompimiento de la coalición, se canceló esa posibilidad.
La causa determinante para dicho rompimiento fue una disputa por los cargos públicos. República se separó de la coalición el 15 de septiembre de 2008, provocando una crisis en el gobierno. Eidesgaard tuvo que buscar nuevamente el apoyo del Partido Unionista y del Partido Popular, y logró una coalición con estas fuerzas el 24 de septiembre. Esta nueva coalición implicó la renuncia de Eidesgaard como primer ministro y la asunción del unionista Kaj Leo Johannesen el 26 de septiembre. Ese mismo día Eidesgaard asumió como nuevo ministro de finanzas.

## Ministro de finanzas
El 30 de septiembre de 2008, poco tiempo después de presentar el presupuesto gubernamental para 2009, Jóannes Eidesgaard fue hospitalizado a causa de un malestar en el pecho y otras complicaciones.
Cuando se presentó la crisis financiera de Islandia de 2008-2009, Eidesgaard buscó rápidamente el respaldo del Løgting para otorgar apoyo financiero al país vecino, y logró el apoyo unánime para entregar un crédito sin intereses de más de 330 millones de coronas.
Dimitió de su cargo el 21 de febrero de 2011, siendo sustituido por el también socialdemócrata Aksel V. Johannesen, quien también lo sustituiría en la presidencia del partido el 5 de marzo de ese mismo año.

## Reconocimientos
El 15 de septiembre de 2007 fue nombrado gran caballero de la Orden Islandesa del Halcón, en reconocimiento por haber estrechado la colaboración entre islandeses y feroeses.